# Alpen-Glasschnecke
Die Alpen-Glasschnecke (Oligolimax annularis) ist eine Schnecken-Art aus der Familie der Glasschnecken (Vitrinidae), die zu den Landlungenschnecken (Stylommatophora) gerechnet wird.

## Merkmale
Das rechtsgewundene Gehäuse ist flach-kegelig. In der Seitenansicht ist das Gewinde deutlich erhaben. Es misst 4,2 bis 5,2 mm im Durchmesser und 2,6 mm in der Höhe. Es sind 3 bis 3½, vergleichsweise eng gewundene, rasch anwachsende Windungen vorhanden. Die Endwindung macht in der Apikalansicht an der Windung nur etwa zwei Fünftel des Durchmessers aus. Die Windungen sind oben gut gewölbt, die Naht ist tief. Der Habitus des Gehäuses insgesamt ist daher eher kugelig. Der Nabel ist eng, aber meist offen. Der Hautsaum an der Unterseite der Endwindung ist sehr schmal oder fehlt sogar. Die Mündung ist in der direkten Aufsicht sehr leicht quer-elliptisch oder quer-eiförmig. Die Mündungsbreite beträgt 2,9 mm, die Mündungshöhe 2,8 mm. Der Anschnitt durch die vorige Windung ist vergleichsweise sehr gering. Die Mündung steht sehr schräg zur Windungsachse. Der Mündungsrand ist gerade und zugespitzt.
Die Schale ist dünn und zerbrechlich. Sie ist leicht grünlich bis gelblich hornfarben gefärbt und nur mäßig durchscheinend. Die Oberfläche (des Teleoconch) weist vergleichsweise sehr deutliche und etwas unregelmäßige, oft runzlige Anwachsstreifen auf. Das Embryonalgehäuse hat 1,3 Windungen und ist deutlich fein gestreift als der Teleoconch.
Der Weichkörper ist einheitlich dunkelgrau gefärbt. Der Mantelstreifen vor dem Mündungsrand ist recht schmal. Ein Mantellappen, der sich auf das Gehäuse legen könnte fehlt bei dieser Art. Die Fußsohle ist in Längsrichtung dreigeteilt, zwei dunkelgrauer Seitenfelder schließen ein helleres Mittelfeld ein. Die Radula besteht aus etwa 90 Querreihen. Jede Querreihe besteht aus 39 Zähnchen. Die Halbreihe besteht aus einem Mittelzahn, sechs Lateralzähnen, und 12 Randzähnen.
Im zwittrigen Geschlechtsapparat mündet der Zwittergang in die große, dreieckige, schwarz pigmentierte Eiweißdrüse (Albumindrüse), Der Eisamenleiter Spermovidukt ist vergleichsweise kurz und stark angeschwollen. Der freie Eileiter (Ovidukt) ist sehr kurz, die Vagina relativ lang. Die Spermathek besitzt einen mäßig langen Stiel. Die Blase ist klein, birnenförmig und kaum dicker als der Stiel. Der obere Teil der Vagina ist muskulös und deutlich von der unteren Vagina abgesetzt. Der obere Teil mündet in eine lange Vaginalpapille, die sich in den unteren Vaginaabschnitt hinein erstreckt. Die perivaginale Drüse ist auf den Bereich mit dem Ansatz des Stiels der Spermathek und den obersten Teil der Vagina beschränkt.
Im männlichen Trakt ist der Samenleiter (Vas deferens) mäßig lang und dringt fast apikal in den sehr kleinen Penis ein. Direkt apikal setzt der Penisretraktormuskel an. Intern im Penis ist eine Längsfurche ausgebildet. Penis und Vagina münden in ein vergleichsweise langes Atrium. Der Penistreaktormuskel verläuft oberhalb des rechten Augenträgerretraktors.

## Ähnliche Arten
Das Gehäuse bzw. das Gewinde ist höher als bei den anderen europäischen Glasschnecken. selbst als bei der Kugeligen Glasschnecke (Vitrina pellucida). Sehr charakteristisch sind auch die sehr groben, oft runzeligen Anwachsstreifen. Das Gehäuse ist nicht so durchsichtig (glasartig) wie bei den anderen europäischen Glasschnecken-Arten.

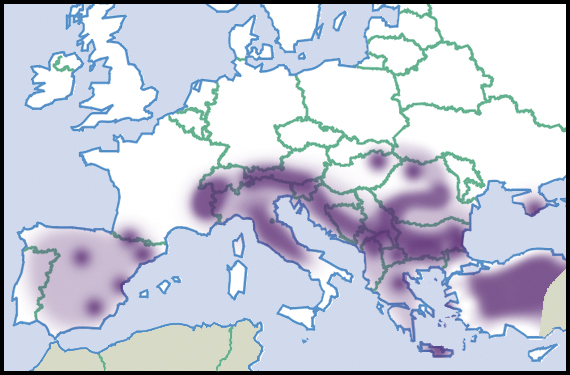
Verbreitung der Alpen-Glasschnecke in Europa und der Westtürkei (nach Welter-Schultes, 2012)

## Geographische Verbreitung und Lebensraum
Das Verbreitungsgebiet der Art erstreckt sich von der Iberischen Halbinsel (mit einigen sehr isolierten Vorkommen), über die Alpen, auf die Apennin-Halbinsel, über den Balkan bis in die Türkei und den Kaukasus, die Krim-Halbinsel, den Iran, Turkestan und Afghanistan.
Die Tiere leben in feuchten bis eher trockenen offenen Lebensräumen, unter und zwischen spärlich bewachsenen Felsen und Geröllhalden in Gebirgsregionen, hauptsächlich in Höhenstufen ab 1.000 m und höher. In den Alpen wurde sie bis 2.680 m gefunden, in Bulgarien sogar bis 2.800 m über dem Meeresspiegel. In den Alpen wurde die Art vereinzelt auch schon ab 550 m gefunden.

## Lebensweise
Lothar Forcart fand Mitte Mai in Sitten (Schweiz) erwachsene und junge Tiere. Auch bei Aufsammlungen Mitte April bei Ankara (Türkei) fand er sowohl erwachsene wie auch junge Tiere. Dagegen fand er im September bei Sitten nur erwachsene Tiere vor. Er nahm daher an, dass der Lebenszyklus wohl über ein Jahr beträgt und die Fortpflanzung im Frühjahr stattfindet.

## Taxonomie
Das Taxon wurde 1820 von Samuel Studer als Hyalina annularis erstmals beschrieben. Das Taxon ist allgemein anerkannt und wird übereinstimmend zur Gattung Oligolimax P. Fischer, 1878 gestellt.
Manche Autoren scheiden auch Unterarten aus, die jedoch MolluscaBase nicht anerkennt:
- Oligolimax annularis annularis (Nominatunterart)
- Oligolimax annularis persicus Boettger, 1889.

## Gefährdung
Vollrath Wiese führt sie unter der Rubrik Extrem selten in Deutschland.